# 茅箭区
茅箭区是中国湖北省十堰市所辖的一个市辖区。总面积为540.3平方公里，常住人口約50万人。

## 行政区划
茅箭区下辖4个街道办事处、1个镇、2个乡：
武当路街道、二堰街道、五堰街道、白浪街道、大川镇、茅塔乡和鸳鸯乡。

## 人口
根据第七次人口普查数据，截至2020年11月1日零时，茅箭区常住人口为498594人。

## 歷史
2016年4月，茅箭区第一部村志《姜湾村志》发布，首期範圍包括姜湾、茅箭堂、李家岗等7部村的村志编修；其餘6條村的村志尚在編修階段。